# Djurs Nørre härad
Djurs Nørre härad (danska: Djurs Nørre Herred) var ett härad i Danmark. Det låg på norra delen av Djursland. Det finns omnämnt i Kong Valdemars Jordebog som Dyursæ Nørræhæreth och var under medeltiden en del av Åbosyssel och senare Kalø län. Vid senare omorganiseringar av Danmarks förvaltning kom den 1662 att ingå  Kalø amt och 1793 i Randers amt. Den gränsade i väst mot Sønderhalds härad och i syd mot Djurs Sønders härad. Ön Anholt hörde till häradet.